# NGC 176
NGC 176은 SMC(소마젤란 은하)안에 있는 작은 산개 성단이다. 겉보기 등급은 +12.69이다. NGC 176이 속한 소마젤란 은하 안에는 산개 성단 및 다른 천체들이 많은데, NGC 152, NGC 220, NGC 222, NGC 231, NGC 241, NGC 256, NGC 265, NGC 269, NGC 290, NGC 294, NGC 299, NGC 306, NGC 330, IC 1612, IC 1611, NGC 361, NGC 376, IC 1624, NGC 419, NGC 416, NGC 411, NGC 422, NGC 458, NGC 460, NGC 465, NGC 362, NGC 339, 47 Tucanae(NGC 104), NGC 121, LEDA 260239, NGC 249, NGC 261, NGC 346이 있다. 이 대상들은 남쪽에 위치해 있어서, 남반구에서만 관측할 수 있다.

## 같이 보기
- 산개성단
- NGC 1 ~ 999 목록
- 큰부리새자리